# 广东省博物馆列表

## 广州
- 广东省博物馆（广州市文明路216号）
- 广州鲁迅纪念馆
- 广东革命历史博物馆（广州市陵园西路2号）
- 广东民间工艺博物馆（广州中山七路恩龙里34号）
- 广州博物馆（广州越秀公园镇海楼）
- 西汉南越王博物馆(解放北路867号)
- 南越王宫博物馆(广州中山四路316号)
- 南粵先賢館
- 广州海洋博物馆
- 广州艺术博物院(广州麓湖路13号)
- 广东美术馆（广州二沙岛烟雨路38号）
- 广州铁路博物馆（广州誉江路3-5号）
- 广州邮政博览馆(广州沿江西路43号)
- 黄埔军校旧址纪念馆
- 廖仲恺何香凝纪念馆
- 三元里人民抗英斗争纪念馆
- 洪秀全纪念馆
- 广东科学馆
- 广东粤剧博物馆
- 荔灣博物馆
- 中华全国总工会旧址纪念馆
- 广州市黄花岗起义旧址纪念馆
- 中国共产党广东区委员会旧址纪念馆
- 广州农民运动讲习所旧址
- 中国传统医药文化博物馆
- 广州起义纪念馆
- 广东民间工艺馆
- 广东地质博物馆

## 深圳
- 深圳博物馆(深圳市深南中路同心路6号)
- 深圳古生物博物馆(深圳市仙湖植物园内)
- 招商局历史博物馆(深圳市南山区蛇口沿山路21号)
- 沙井蚝文化博物馆(深圳市宝安区沙井大街3号附近)
- 龙岗客家民俗博物馆(龙岗街道南联社区罗瑞合北街1号)
- 大鹏古城博物馆(深圳市龙岗区)
- 大鹏半岛国家地质公园(大鹏半岛国家地质公园内)
- 中英街歷史博物館

## 珠海
- 珠海博物馆
- 兆珍博物馆

## 东莞
- 东莞博物馆
- 东莞市可园博物馆
- 海战博物馆
- 鸦片战争博物馆
- 虎门林则徐纪念馆
- 中国(寮步)沉香文化博物馆

## 汕头
- 汕头博物馆
- 岭东美术馆
- 东征军革命史迹陈列馆
- 潮剧艺术博物馆
- 汕头华侨博物馆（在建）

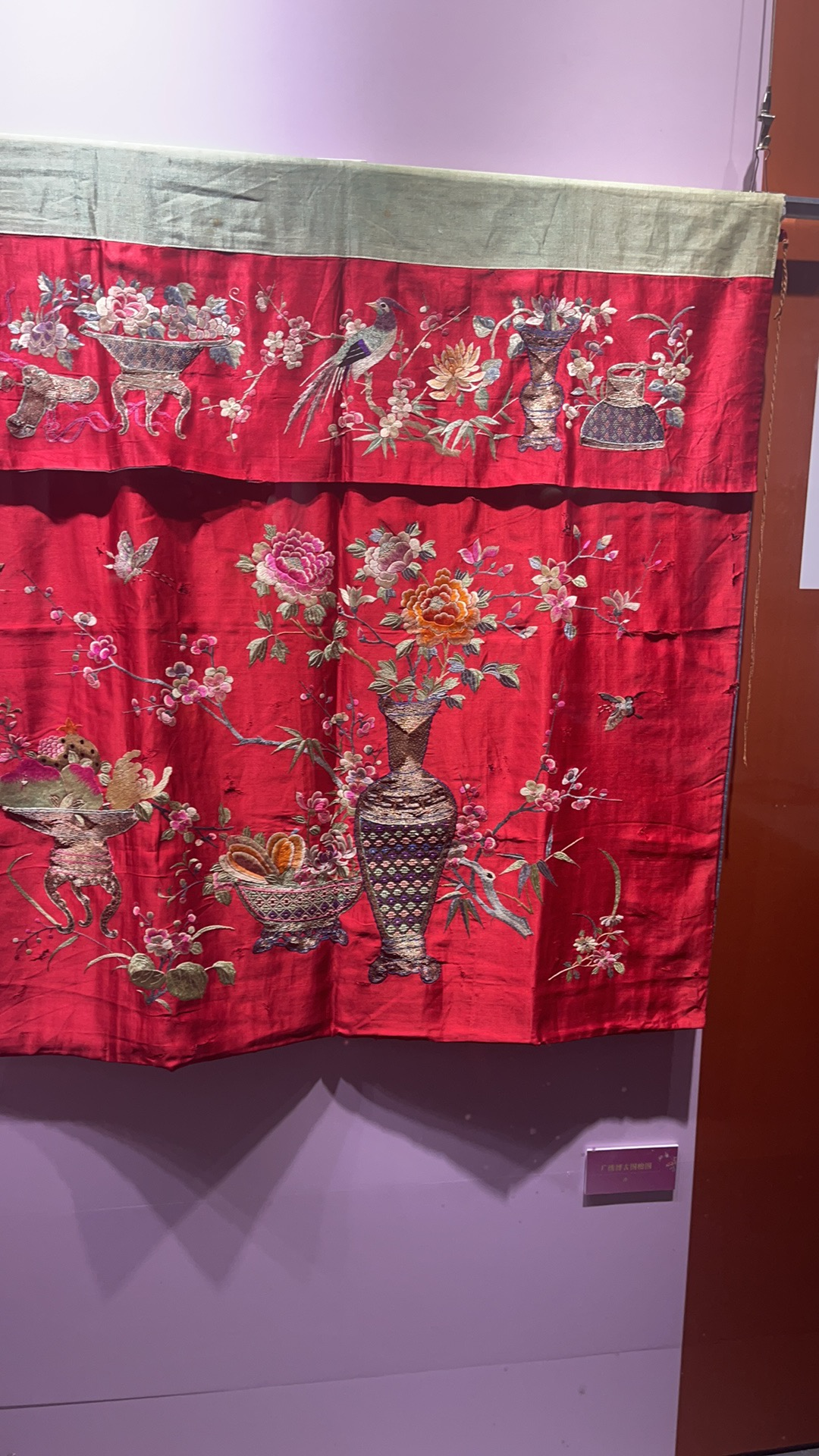
澄海区博物馆
- 唐伯元纪念馆
- 潮阳区博物馆
- 潮南区刘明通博物馆
- 南澳县博物馆
- 南澳抗日纪念馆
- 南澳海防史博物馆
- 汕頭文革博物館

## 佛山
- 佛山市博物馆
- 佛山市祖庙博物馆
- 广东粤剧博物馆
- 广东石湾陶瓷博物馆
- 黄飞鸿纪念馆
- 康有为故居
- 順德博物館
- 南海博物馆

- 南海博物馆广绣

- 中国家电博物馆
- 和美术馆

## 中山
- 中山市博物馆
- 中山商业文化博物馆
- 中山·中国收音机博物馆
- 中山美术馆
- 孙中山故居纪念馆

## 惠州
- 惠州博物馆
- 惠东县博物馆
- 惠州警察博物馆
- 邓演达故居纪念馆
- 惠州科技馆
- 叶挺故居
- 鉴证英雄世界徽章军品博物馆
- 宾兴馆

## 江门
- 新会博物馆（新会学宫）
- 新会林缉光艺术博物馆
- 五邑华侨华人博物馆

## 韶关
- 韶关市博物馆（韶关市风采路风采楼）
- 马坝人博物馆(曲江区马坝镇狮子岩景区)
- 丹霞山中华性文化博物馆（仁化县丹霞山景区）
- 韶关恐龙博物馆（南雄市区三影塔脚）

## 梅州
- 叶剑英元帅纪念馆
- 梅县博物馆

## 河源
- 河源市博物馆

## 揭阳
- 揭阳市博物馆
- 潮州八贤纪念馆
- 揭阳市丁日昌纪念馆民俗博物馆
- 揭东华侨博览馆
- 揭西县博物馆
- 大北山革命历史纪念馆
- 惠来县博物馆
- 普宁市博物馆
- 普宁市庄世平纪念馆
- 普宁市林则徐纪念馆
- 普宁市德安里博物馆

## 潮州
- 潮州博物馆
- 华夏历史博物馆
- 名瑞潮绣博物馆
- 陈舜羌木雕艺术馆
- 中国瓷都陈列馆
- 陶瓷八珍楼
- 淡浮文物院
- 饶宗颐学术馆
- 饶平县博物馆
- 潮州华侨博物馆(筹建)

## 清远
- 连州韩愈纪念馆

## 阳江
- 海上丝绸之路博物馆
- 阳江博物馆
- 阳春博物馆

## 茂名
- 茂名市博物馆
- 茂名露天矿博物馆